# Perdita abbreviata
Perdita abbreviata är en biart som beskrevs av Timberlake 1980. Perdita abbreviata ingår i släktet Perdita och familjen grävbin. Inga underarter finns listade i Catalogue of Life.